# The Uncanny Counter
The Uncanny Counter (hangul: 경이로운 소문; rr: Gyeongiroun somun; lit. Amazing Rumor) é uma série sul-coreana de fantasia, mistério e suspense estrelada por Jo Byeong-kyu, Yoo Jun-sang, Kim Se-jeong, Yeom Hye-ran, Ahn Suk-hwan, e Yoo In-soo. É baseado no webtoon do portal sul-coreano Daum Amazing Rumor, por Jang Yi. Dirigido por Yoo Sun-dong, o drama conta a história de espíritos malignos da pós-vida que vem para a Terra buscando a imortalidade e caçadores de demônios chamados "Os Caçadores" que procuram esses espíritos malígnos.
Estreiou na OCN no dia 28 de novembro de 2020 e vai ao ar todo sábado e domingo as 22.30 (KST). O primeiro episódio da série teve uma média de visualização de 2.7% nacionalmente e 3.2% na região metropolitana de Seul, chegando a 4.1% de audiência. O segundo episódio registrou uma média de 4.35%, que é um crescimento incomum na média nacional comparada com o primeiro episódio.
O drama está disponível mundialmente para streaming na Netflix.

## Sinopse
É baseado em um webtoon de mesmo nome e conta a história de um grupo de caçadores de demônios "Os Caçadores" que vem para a terra como funcionários de um restaurante de massas prontos para capturar espíritos malígnos que retornaram para a terra em busca da imortalidade, com cada um tendo suas habilidades especiais.

## Elenco

### Principais
- Jo Byung-gyu como So Mun, um estudante do ensino médio fisicamente aleijado que é o membro mais jovem dos "Caçadores". Sua habilidade especial é sua capacidade de invocar o "território", uma confluência de forças espirituais que aumenta os poderes dos caçadores para até cinco vezes o normal de um ser humano.[8]
- Kim Se-jeong como Do Ha-na, a responsável por cuidar dos pedidos no restaurante de massas. Sua habilidade especial permite a ela sentir os espíritos malignos a centenas de quilômetros de distância. E quando ela toca alguém, pode ler suas memórias.
- Yoo Jun-sang como Ga Mo-tak, um ex-policial e amigo do pai de So Mun. Ele sofreu um acidente há 7 anos, o que o fez perder a memória. Ele é uma pessoa justa. Sua habilidade especial é uma força física prodigiosa, até mesmo comparada com a de outros caçadores.
- Yeom Hye-ran como Choo Mae-ok, a chef do restaurante de macarrão. Ela é a âncora do "Caçadores" e sua habilidade especial é o poder de curar ferimentos nas pessoas,mesmo os muito graves ou crônicos.
- Ahn Suk-hwan como Choi Jang-moo, o primeiro “Caçador” da Coreia, é o encarregado de administrar as despesas do grupo.
- Yoo In-soo como Na Jeok-bong (2ª temporada), um novo Contador desajeitado que não está familiarizado com tudo. Ele se tornou um novo contador por recomendação de Mo-tak, que foi movido pelo espírito de sacrifício. Ele possui a habilidade de farejar os aromas de espíritos malignos.

### Recorrentes
- Choi Yoon-young como Kim Jeong-yeong[9]
- Lee Chan-hyung como Soo-ho, o parceiro do submundo de Choo Mae-ok[10]
- Lee Hong-nae como Ji Chung-shin
- Moon Sook como Wigen[11]
- Lee Ji-won como Oh Joo-yeon[12]
- Ok Ja-yeon como Baek Hyang-hee[13]
- Kim So-ra como Gi-ran
- Jung Won-chang como Shin Hyuk-woo
- Jeon Jin-oh como Noh Chang-kyu
- Kim Jung-jin como Jang Hye-kyung[14]
- Kim Seung-hoon como Noh Hang-kyu

### Aparições especiais
- Son Yeo-eun[15][16]

## Produção
Em julho de 2020, todo o elenco já tinha se juntado à série. Kim Se-jeong é outra cantora que se tornou atriz para tomar um incomum papel, agindo como o "radar" espiritual do grupo. A leitura do roteiro começou em outubro de 2020. As primeiras fotos foram lançadas em 19 de outubro de 2020, divulgando também dados dos personagens.

## Trilha sonora

### Parte 1
| Lançado em 6 de dezembro de 2020 |                           |                |         |  |
| N.º                              | Título                    | Artista        | Duração |  |
| 1.                               | "Close Your Eyes"         | Isaac Hong     | 3:04    |  |
| 2.                               | "Close Your Eyes" (Inst.) |                | 3:04    |  |
| Duração total:                   | Duração total:            | Duração total: | 6:08    |  |

### Parte 2
| Lançado em 20 de dezembro de 2020 |                            |                   |         |  |
| N.º                               | Título                     | Artista           | Duração |  |
| 1.                                | "Meet Again" (재회 (再會)) | Sejeong (Gugudan) | 4:34    |  |
| 2.                                | "Meet Again" (Inst.)       |                   | 4:34    |  |
| Duração total:                    | Duração total:             | Duração total:    | 9:08    |  |

## Episódios
| N˚ | Título        | Dirigido por  | Escrito por | Exibição original      | Espectadores na Coreia do Sul (em milhões) |
| --- | ------------- | ------------- | ----------- | ---------------------- | ------------------------------------------ |
| 1 | "Episódio 1"  | Yoo Seon-dong | Yeo Ji-na   | 28 de novembro de 2020 | 0.737                                      |
| No dia do seu aniversário, So Mun é atingido por um estranho raio de luz que provoca mudanças em seu corpo. Mas as respostas podem estar em um restaurante local. |               |               |             |                        |                                            |
| 2 | "Episódio 2"  | Yoo Seon-dong | Yeo Ji-na   | 28 de novembro de 2020 | 1.208                                      |
| Os Caçadores fazem uma surpresa para Mun, que tem uma boa oportunidade de decidir se quer se unir a eles.                                                         |               |               |             |                        |                                            |
| 3 | "Episódio 3"  | Yoo Seon-dong | Yeo Ji-na   | 5 de dezembro de 2020  | 1.446                                      |
| Lim Ju-yeon e Kim Ung-min percebem algo diferente em Mun. Ga Mo-tak vai até a delegacia de polícia em busca de informações sobre seu passado.                     |               |               |             |                        |                                            |
| 4 | "Episódio 4"  | Yoo Seon-dong | Yeo Ji-na   | 6 de dezembro de 2020  | 1.857                                      |
| Ao sofrer uma violência, Mun perde a cabeça e tem que enfrentar as consequências de seus atos. Mo-tak encontra seu antigo celular.                                |               |               |             |                        |                                            |
| 5 | "Episódio 5"  | Yoo Seon-dong | Yeo Ji-na   | 12 de dezembro de 2020 | 1.446                                      |
| Do Ha-na salva Mun dos ataques de uma demônia maliciosa. Kim Jeong-yeong ajuda Mo-tak no seu último caso.                                                         |               |               |             |                        |                                            |
| 6 | "Episódio 6"  | Yoo Seon-dong | Yeo Ji-na   | 13 de dezembro de 2020 | 2.352                                      |
| Os Caçadores tentam esconder a verdade de Mun, mas ele descobre um objeto misterioso nos pertences de seus pais.                                                  |               |               |             |                        |                                            |
| 7 | "Episódio 7"  | Yoo Seon-dong | Yeo Ji-na   | 19 de dezembro de 2020 | 2.343                                      |
| Querendo revisitar sua lembrança mais traumática, Mun encontra Ji Cheong-sin pela primeira vez. Mais tarde, ele leva os Caçadores de Demônios a um ferro-velho.   |               |               |             |                        |                                            |
| 8 | "Episódio 8"  | Yoo Seon-dong | Yeo Ji-na   | 20 de dezembro de 2020 | 2.666                                      |
| Ha-na enfrenta um demônio conhecido. A equipe tenta localizar um reservatório ligado a um caso em que o pai de Mun tinha trabalhado.                              |               |               |             |                        |                                            |
| 9 | "Episódio 9"  | Yoo Seon-dong | Yeo Ji-na   | 2 de janeiro de 2021   | 2.701                                      |
| Ji Cheong-sin deixa Mun gravemente ferido, mas Chu Mae-ok faz de tudo para salvá-lo. Os Caçadores de Demônios querem expor a corrupção do prefeito.               |               |               |             |                        |                                            |
| 10 | "Episódio 10" | Yoo Seon-dong | Yeo Ji-na   | 3 de janeiro de 2021   | 2.793                                      |
| Wi-gen faz uma exigência que pode deixar Mun sem nada. Os Caçadores não acreditam em uma notícia sobre Ji Cheong-sin.                                             |               |               |             |                        |                                            |
| 11 | "Episódio 11" | Yoo Seon-dong | Yeo Ji-na   | 9 de janeiro de 2021   | 2.816                                      |
| Os Counters encaram uma luta desigual contra Cheong-sin, que está cada vez mais perigoso. Mo-tak recupera a memória.                                              |               |               |             |                        |                                            |
| 12 | "Episódio 12" | Yoo Seon-dong | Yeo Ji-na   | 10 de janeiro de 2021  | 3.216                                      |
| Mesmo com o coração partido, Mo-tak e o grupo planejam a vingança contra Shin Myeong-hwi e seus homens. Um cadáver humano aparece.                                |               |               |             |                        |                                            |
| 13 | "Episódio 13" | Yoo Seon-dong | Yeo Ji-na   | 16 de janeiro de 2021  | 2.974                                      |
| Está cada vez mais difícil deter Cheong-sin, mas os caçadores descobrem uma forma de derrotá-lo para sempre. Mo-tak obtém justiça para Jeong-yeong.               |               |               |             |                        |                                            |
| 14 | "Episódio 14" | Yoo Seon-dong | Yeo Ji-na   | 17 de janeiro de 2021  | 2.981                                      |
| O filho de Myeong-hwi nota que há algo errado com o pai. Baek Hyang-hui sequestra uma menina, mas os caçadores partem atrás dela.                                 |               |               |             |                        |                                            |
| 15 | "Episódio 15" | Yoo Seon-dong | Yeo Ji-na   | 23 de janeiro de 2021  | 2.925                                      |
| Um caçador volta do exterior. Após confirmar as suspeitas sobre o pai, Shin Hyeok-u procura Mun.                                                                  |               |               |             |                        |                                            |
| 16 | "Episódio 16" | Yoo Seon-dong | Yeo Ji-na   | 24 de janeiro de 2021  | 3.257                                      |
| O confronto final contra Myeong-hwi testa os limites de Mun e dos outros caçadores. Em Yung, grandes reencontros finalmente acontecem.                            |               |               |             |                        |                                            |

## Recepção
O primeiro episódio da série teve uma audiência de 2.7% nacionalmente e 3.2% em Seul e região metropolitana, chegando a 4.1% de audiência. O segundo episódio teve uma audiência de 4.35%, com um crescimento incomum na média nacional comparada com o primeiro episódio. O terceiro episódio teve uma audiência de 5.2% nacionalmente, que aumentou 0.8% comparada ao segundo episódio. O 16º episódio da série teve uma média nacional de 11%, que foi a mais alta registrada pela série.

### Audiência (em milhões)
| Temporada | Temporada | Número do episódio | Número do episódio | Número do episódio | Número do episódio | Número do episódio | Número do episódio | Número do episódio | Número do episódio | Número do episódio | Número do episódio | Número do episódio | Número do episódio | Número do episódio | Número do episódio | Número do episódio | Número do episódio | Média |
| Temporada | Temporada | 1                  | 2                  | 3                  | 4                  | 5                  | 6                  | 7                  | 8                  | 9                  | 10                 | 11                 | 12                 | 13                 | 14                 | 15                 | 16                 | Média |
| --------- | --------- | ------------------ | ------------------ | ------------------ | ------------------ | ------------------ | ------------------ | ------------------ | ------------------ | ------------------ | ------------------ | ------------------ | ------------------ | ------------------ | ------------------ | ------------------ | ------------------ | ----- |
|           | 1         | 0.737              | 1.208              | 1.446              | 1.857              | 1.786              | 2.352              | 2.343              | 2.666              | 2.701              | 2.793              | 2.816              | 3.216              | 2.974              | 2.981              | 2.925              | 3.257              | 2.379 |

| Ep. | Transmissão Original   | Média de audiência (AGB Nielsen) | Média de audiência (AGB Nielsen) |
| Ep. | Transmissão Original   | Mundialmente                     | Seul                             |
| --- | ---------------------- | -------------------------------- | -------------------------------- |
| 1 | 28 de novembro de 2020 | 2.702%                           | 3.167%                           |
| 2 | 29 de novembro de 2020 | 4.350%                           | 4.145%                           |
| 3 | 5 de dezembro de 2020  | 5.329%                           | 5.789%                           |
| 4 | 6 de dezembro de 2020  | 6.724%                           | 6.370%                           |
| 5 | 12 de dezembro de 2020 | 6.060%                           | 6.695%                           |
| 6 | 13 de dezembro de 2020 | 7.654%                           | 7.364%                           |
| 7 | 19 de dezembro de 2020 | 7.721%                           | 7.602%                           |
| 8 | 20 de dezembro de 2020 | 9.302%                           | 8.963%                           |
| 9 | 2 de janeiro de 2021   | 8.386%                           | 8.289%                           |
| 10 | 3 de janeiro de 2021   | 9.093%                           | 9.188%                           |
| 11 | 9 de janeiro de 2021   | 8.677%                           | 7.764%                           |
| 12 | 10 de janeiro de 2021  | 10.581%                          | 10.203%                          |
| 13 | 16 de janeiro de 2021  | 9.372%                           | 9.476%                           |
| 14 | 17 de janeiro de 2021  | 9.926%                           | 9.870%                           |
| 15 | 23 de janeiro de 2021  | 8.995%                           | 8.550%                           |
| 16 | 24 de janeiro de 2021  | 10.999%                          | 10.785%                          |
| Média | Média                  | %                                | %                                |
| - Os números azuis representam as médias mais baixas, enquanto os números vermelhos representam as mais altas - Este drama é transmitido por um canal de televisão por assinatura, que normalmente tem um público relativamente menor em comparação com as emissoras de televisão abertas (KBS, SBS, MBC e EBS). |                        |                                  |                                  |